# Hafnium(III)-iodid
Hafnium(III)-iodid ist eine chemische Verbindung des Hafniums aus der Gruppe der Iodide.

## Gewinnung und Darstellung
Hafnium(III)-iodid kann durch Reduktion von Hafnium(IV)-iodid zum Beispiel mit Aluminium gewonnen werden. Die entstehenden Produkte haben eine Zusammensetzung zwischen HfI3,00 bis HfI3,50 (Hf0,86I3).

## Eigenschaften
Hafnium(III)-iodid ist ein schwarzer Feststoff. Er besitzt eine Kristallstruktur vom Zirconium(III)-iodid-Typ. Während die Struktur von HfI3 noch in der Raumgruppe P63/mcm (Raumgruppen-Nr. 193) mit äquidistanten Hf-Hf-Abständen beschrieben werden kann, ist dies für Hf0,86I3 nicht mehr möglich. Aufgrund der statistischen Unterbesetzung der Hf-Lagen kommt es innerhalb der Oktaederkette zur Ausbildung von Trimeren. In der Raumgruppe R3m (Raumgruppen-Nr. 166) ist diese Anordnung möglich. Die Verbindung zersetzt sich bei Temperaturen über 275 °C.